# Giffaumont-Champaubert
Giffaumont-Champaubert est une commune française, située dans le département de la Marne en région Grand Est.

## Géographie

### Localisation
Giffaumont-Champaubert se situe au sud-est du département de la Marne, près de la Haute-Marne, dans la région du Perthois, à 17 km de Saint-Dizier et 22 km de Vitry-le-François, les deux principales villes à proximité et à 180 km de Paris. Le village est entouré de collines, en bordure de la rivière Droye. Il se trouve aujourd'hui en contrebas de la digue du lac du Der-Chantecoq. La commune en dehors du bourg ancien possède des bases de loisirs nautiques et des plages.

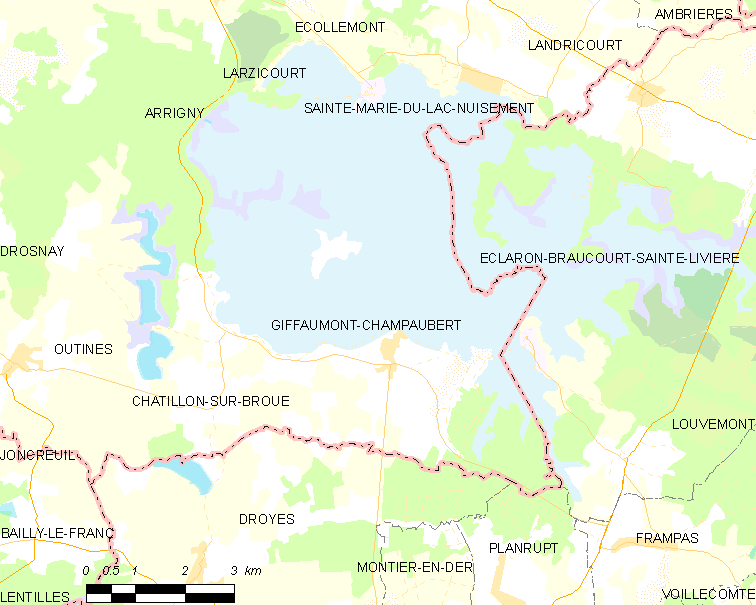
Carte de la commune.
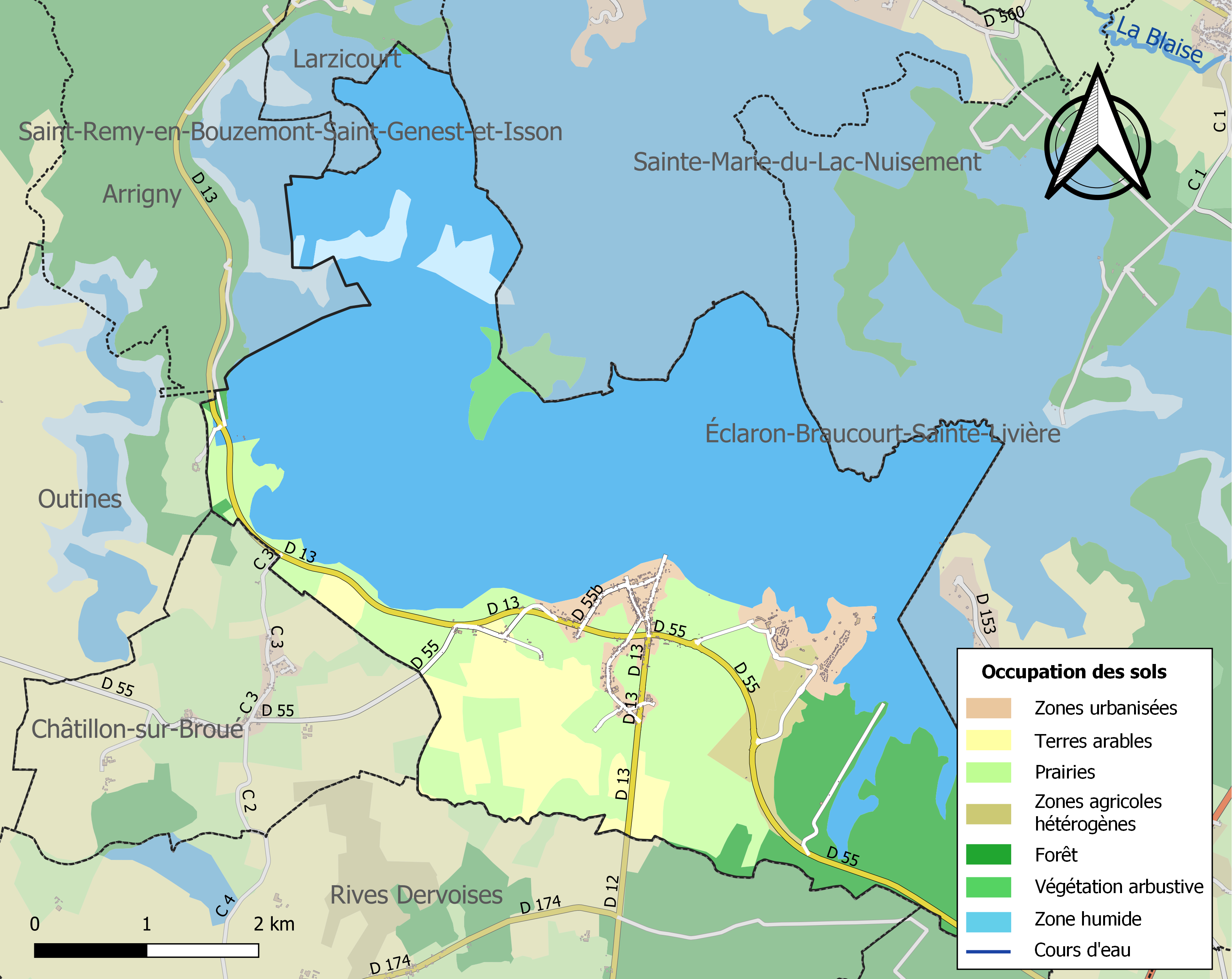
Carte des infrastructures et de l'occupation des sols de la commune en 2018 (CLC).

### Hydrographie
La commune est dans la région hydrographique « la Seine de sa source au confluent de l'Oise (exclu) » au sein du bassin Seine-Normandie. Elle est drainée par la Droye, le canal d'Amenée du Barrage Réservoir Marne, le canal de Restitution, le Fossé 09 de la commune d'Eclaron-Braucourt-Sainte-Livière, la Droye, le cours d'eau 01 des Basses Terres et le Fossé 02 des Basses Terres,.
La Droye, d'une longueur de 14 km, prend sa source dans la commune  et se jette  dans la Héronne à Rives Dervoises, après avoir traversé deux communes.
Le canal d'amenée du Barrage-réservoir Marne est un canal, chenal et un cours d'eau naturel non navigable de 19 km reliant Saint-Dizier à Giffaumont-Champaubert où il se jette dans le canal de restitution.

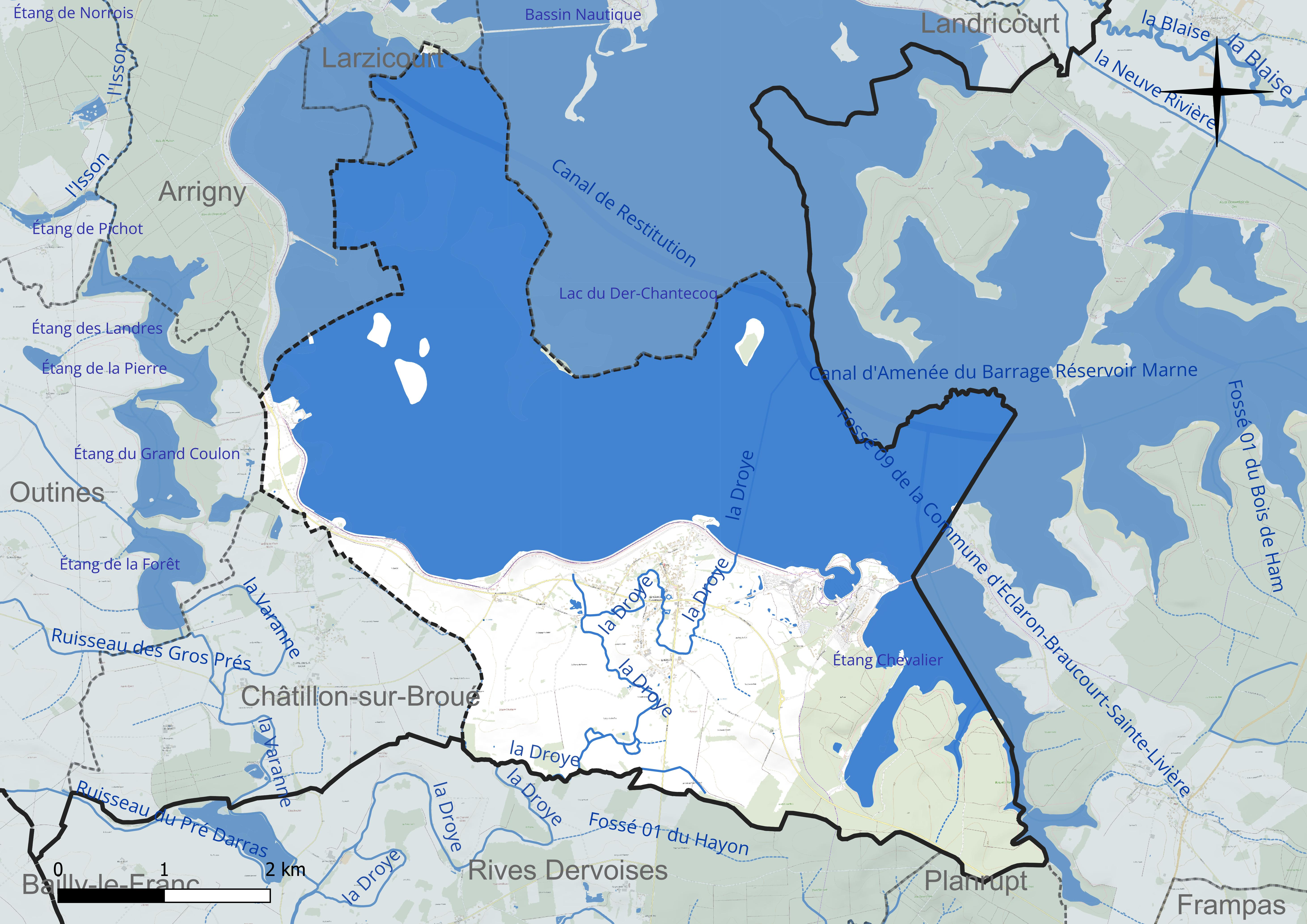
Réseau hydrographique de Giffaumont-Champaubert.

Deux plans d'eau complètent le réseau hydrographique : le lac du Der-Chantecoq, d'une superficie totale de 4 166,5 ha (1 552,3 ha sur la commune) et l'étang Chevalier, d'une superficie totale de 205,6 ha (103,4 ha sur la commune),.

### Climat
Pour des articles plus généraux, voir Climat du Grand Est et Climat de la Marne.

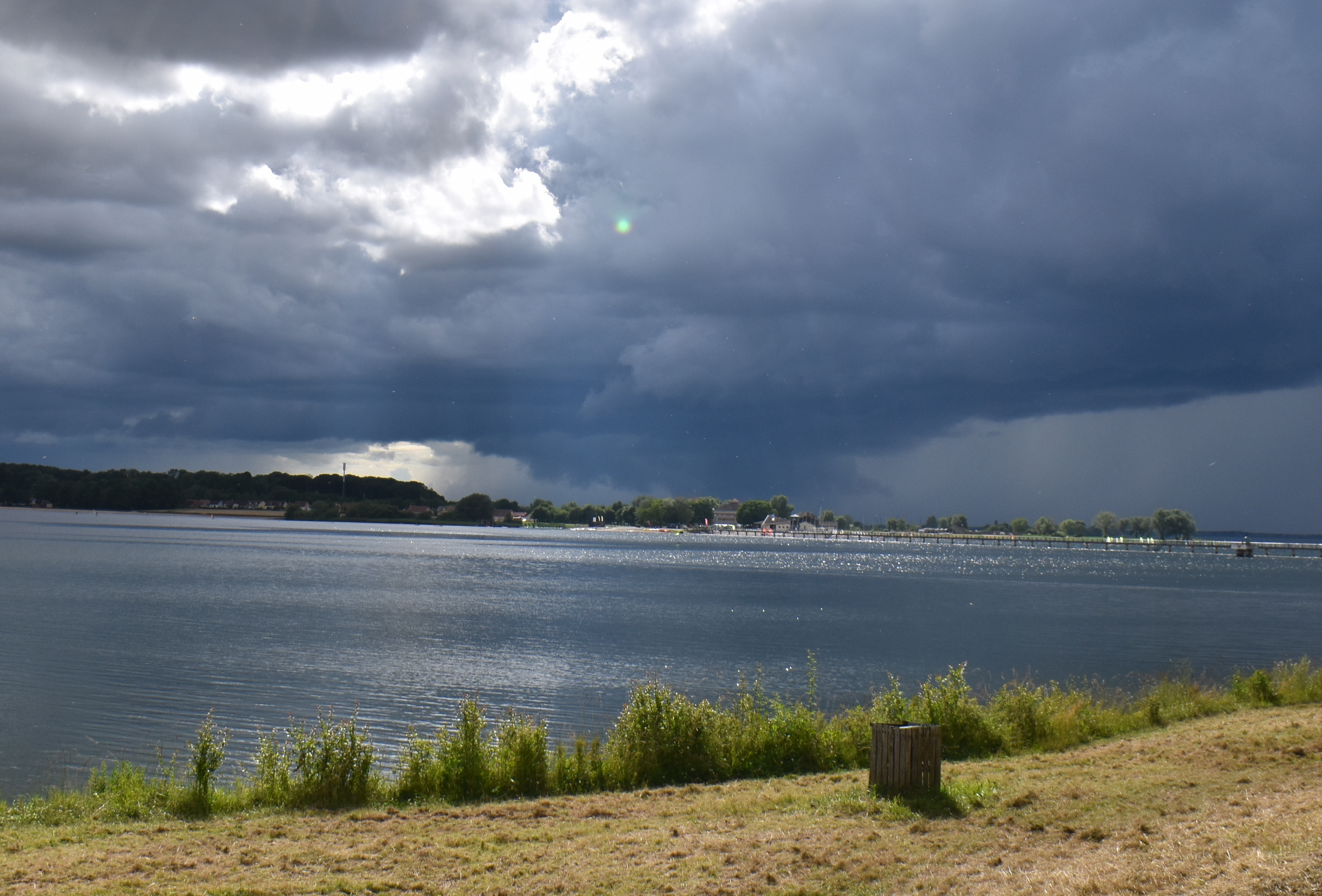
Soir d'orage au-dessus de Giffaumont-Champaubert.

En 2010, le climat de la commune est de type climat océanique dégradé des plaines du Centre et du Nord, selon une étude du Centre national de la recherche scientifique s'appuyant sur une série de données couvrant la période 1971-2000. En 2020, Météo-France publie une typologie des climats de la France métropolitaine dans laquelle la commune est exposée à un climat océanique altéré et est dans la région climatique  Lorraine, plateau de Langres, Morvan, caractérisée par un hiver rude (1,5 °C), des vents modérés et des brouillards fréquents en automne et hiver.
Pour la période 1971-2000, la température annuelle moyenne est de 10,6 °C, avec une amplitude thermique annuelle de 16 °C. Le cumul annuel moyen de précipitations est de 822 mm, avec 11,9 jours de précipitations en janvier et 8,7 jours en juillet. Pour la période 1991-2020, la température moyenne annuelle observée sur la station météorologique de Météo-France la plus proche, « Saint-Dizier », sur la commune de Saint-Dizier à 17 km à vol d'oiseau, est de 11,6 °C et le cumul annuel moyen de précipitations est de 794,5 mm. 
La température maximale relevée sur cette station est de 41,4 °C, atteinte le 25 juillet 2019 ; la température minimale est de −22,5 °C, atteinte le 14 février 1956,,.
Les paramètres climatiques de la commune ont été estimés pour le milieu du siècle (2041-2070) selon différents scénarios d'émission de gaz à effet de serre à partir des nouvelles projections climatiques de référence DRIAS-2020. Ils sont consultables sur un site dédié publié par Météo-France en novembre 2022.

### Milieux naturels et biodiversité
Le lac de Der-Chantecoq s'étend sur 4 800 hectares. Il est apprécié des pêcheurs mais aussi et surtout des ornithologues puisqu'il accueille une grande diversité d'espèces d'oiseaux notamment une qui fait la réputation de la région : la grue cendrée. Au cours de leur migration, entre 60 000 et 140 000 spécimens font escale au Lac du Der. La grue cendrée, plus grand oiseau sauvage visible en France, peut être observée de la mi-octobre à la mi-mars sur les digues du lac.

## Urbanisme

### Typologie
Au 1er janvier 2024, Giffaumont-Champaubert est catégorisée commune rurale à habitat dispersé, selon la nouvelle grille communale de densité à sept niveaux définie par l'Insee en 2022.
Elle est située hors unité urbaine. Par ailleurs la commune fait partie de l'aire d'attraction de Saint-Dizier, dont elle est une commune de la couronne,. Cette aire, qui regroupe 72 communes, est catégorisée dans les aires de 50 000 à moins de 200 000 habitants,.
La commune, bordée par un plan d’eau intérieur d’une superficie supérieure à 1 000 hectares, le lac du Der-Chantecoq, est également une commune littorale au sens de la loi du 3 janvier 1986, dite loi littoral. Des dispositions spécifiques d’urbanisme s’y appliquent dès lors afin de préserver les espaces naturels, les sites, les paysages et l’équilibre écologique du littoral, tel le principe d'inconstructibilité, en dehors des espaces urbanisés, sur la bande littorale des 100 mètres, ou plus si le plan local d’urbanisme le prévoit.

### Occupation des sols
L'occupation des sols de la commune, telle qu'elle ressort de la base de données européenne d’occupation biophysique des sols Corine Land Cover (CLC), est marquée par l'importance des territoires agricoles (24,9 % en 2018), en diminution par rapport à 1990 (29 %). La répartition détaillée en 2018 est la suivante : 
eaux continentales (58,1 %), prairies (16,1 %), forêts (10,3 %), terres arables (6,5 %), zones agricoles hétérogènes (2,3 %), zones urbanisées (2,2 %), espaces verts artificialisés, non agricoles (1,8 %), zones humides intérieures (1,8 %), milieux à végétation arbustive et/ou herbacée (0,9 %).
L'IGN met par ailleurs à disposition un outil en ligne permettant de comparer l’évolution dans le temps de l’occupation des sols de la commune (ou de territoires à des échelles différentes). Plusieurs époques sont accessibles sous forme de cartes ou photos aériennes : la carte de Cassini (XVIIIe siècle), la carte d'état-major (1820-1866) et la période actuelle (1950 à aujourd'hui).

## Toponymie
Giffaumont est attesté sous les formes Girfacmont (1179) ; Girfacmunt (1187) ; Girfaumont (1239) ; Gifaumont (1271) ; Giffaumont, Giffaudimons (1284) ; Giffaumons (1335) ; Giffodimons (1405) ; Giffaulmont (1515) ; Gifaulmont (1542) ; Giffaulmond (1543) ; Chiffaulmont (1561).

Champaubert est attesté sous les formes Campus Auberti (1218) ; Champaubert (vers 1252) ; Champ-Aubert (vers 1300).

## Histoire
En 1968, la commune de Giffaumont a absorbé celle de Chantecoq, puis trois ans plus tard, a fusionné avec celle de Champaubert-aux-Bois pour devenir Giffaumont-Champaubert. Chantecoq et Champaubert ont disparu, détruites puis englouties avec le village de Nuisement-aux-Bois, lors de la mise en eau du lac du Der-Chantecoq, inauguré le 3 janvier 1974 pour réguler les crues de la Marne et de la Seine.

## Politique et administration

### Intercommunalité
La commune, antérieurement membre de la communauté de communes du Bocage champenois, est membre, depuis le 1er janvier 2014, de la communauté de communes Perthois-Bocage et Der.
En effet, conformément aux prévisions du schéma départemental de coopération intercommunale (SDCI) de la Marne du 15 décembre 2011, trois petites communautés de communes préexistantes :  
- la  communauté de communes du Bocage Champenois ;
- la communauté de communes Marne et Orconte ;
- la communauté de communes du Perthois ;
ont fusionné pour créer la nouvelle communauté de communes Perthois-Bocage et Der, à laquelle se sont également jointes une commune détachée de la  communauté de communes de Val de Bruxenelle (Favresse) et la commune isolée de Gigny-Bussy.

## Équipements et services publics

### Eau et déchets
Le service public des déchets est assuré par le Syndicat mixte du Sud-Est Marnais (SYMSEM), qui a mis en place une redevance incitative. La collecte des ordures ménagères résiduelles (en bacs noirs pucés ou en sacs rouges prépayés) et des emballages ménagers recyclables (en sacs jaunes) est réalisée en porte à porte. Le SYMSEM adhérant au syndicat de valorisation des ordures ménagères de la Marne (SYVALOM), ces déchets sont amenés en centre de transfert à Sainte-Menehould ou Vitry-en-Perthois, puis valorisés sur le site de La Veuve. La collecte du verre se fait en apport volontaire, avant transformation dans une usine de Reims. Pour les déchets volumineux ou dangereux, le SYMSEM met à disposition de ses habitants une plateforme de déchets verts et gravats, à Saint-Amand-sur-Fion, ainsi que 12 déchèteries, à Arrigny, Courtisols, Givry-en-Argonne, Mairy-sur-Marne, Pargny-sur-Saulx, Pogny, Sainte-Menehould, Thiéblemont-Farémont, Valmy, Vanault-les-Dames, Villers-en-Argonne et Ville-sur-Tourbe.

### Postes et télécommunications
Deux boîtes aux lettres de La Poste se trouve sur le territoire de la commune, rue du Lac et rue du Bois. Le bureau de poste le plus proche est situé à Rives Dervoises, à environ 6 km de Giffaumont-Champaubert. La commune partage toutefois son code postal avec le bureau de poste de Saint-Remy-en-Bouzemont (51290).

### Justice, sécurité et secours
Du point de vue judiciaire, Giffaumont-Champaubert relève du conseil de prud'hommes, du tribunal de commerce, du tribunal judiciaire, du tribunal paritaire des baux ruraux et du tribunal pour enfants de Châlons-en-Champagne, dans le ressort de la cour d'appel de Reims. Pour le contentieux administratif, la commune dépend du tribunal administratif de Châlons-en-Champagne et de la cour administrative d'appel de Nancy.
Giffaumont-Champaubert est située en secteur Gendarmerie nationale et dépend de la brigade de Saint-Remy-en-Bouzemont-Saint-Genest-et-Isson.
En matière d'incendie et de secours, la caserne la plus proche est celle de Saint-Remy-en-Bouzemont, rattachée au Service départemental d'incendie et de secours (SDIS) de la Marne. 

## Population et société

### Démographie

#### Évolution démographique

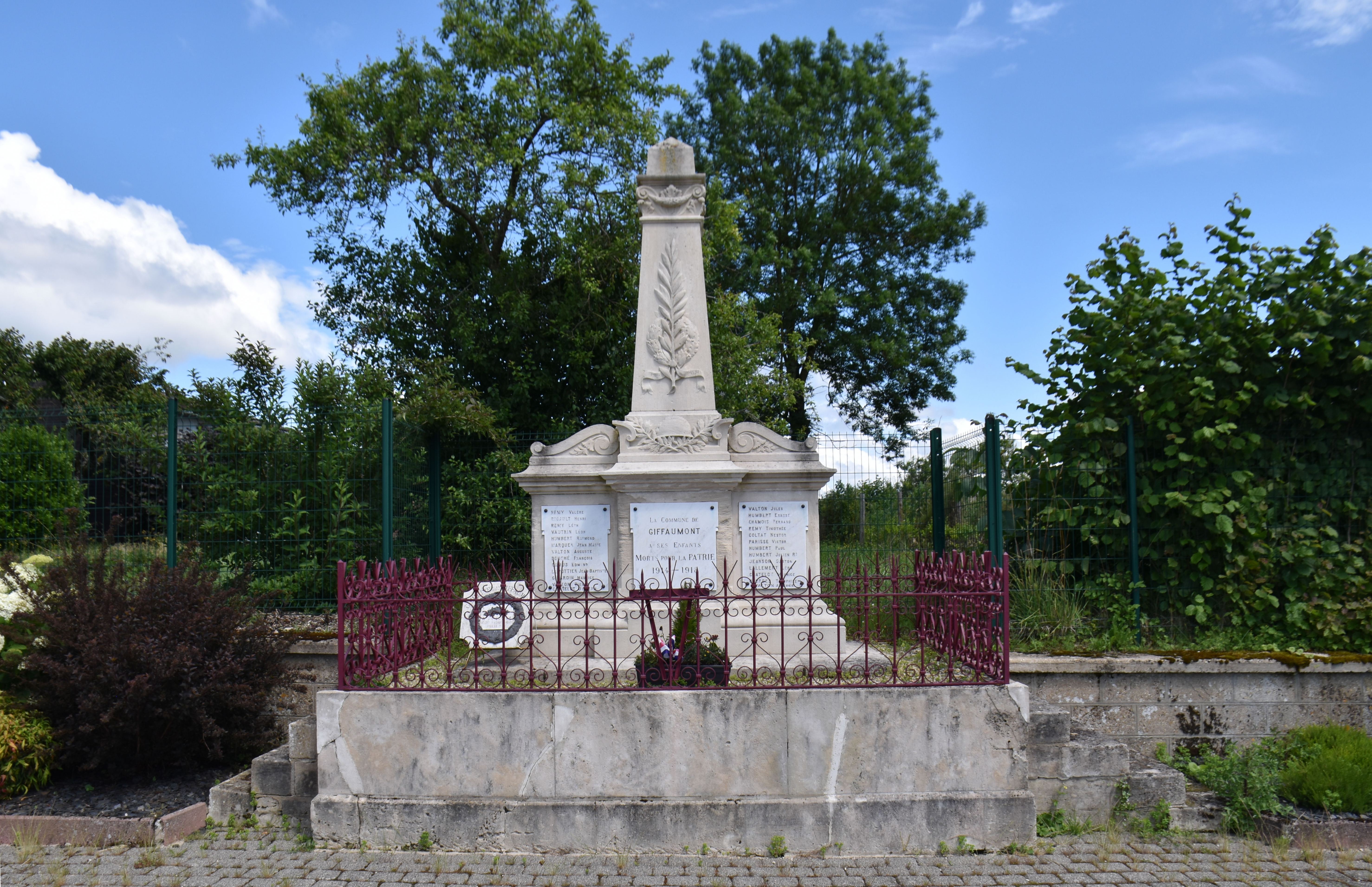
Le monument aux morts de Giffaucourt.

La commune était peuplée de 518 habitants en 1773. Tout au long du XIXe siècle, sa population oscilla entre les 550 et 600, mais à partir des années 1880, elle commença à décroître. Le nombre de Giffaumontais diminua de 100 en trente ans et encore de 100 les vingt années suivantes.
Malgré la fusion avec Chantecoq avant le recensement de 1968, la population du village continua de baisser jusqu'à atteindre son plus faible niveau en 1975, l'année suivant l'inauguration du lac du Der, avec 174 habitants. Depuis cette date, la population commence à repartir légèrement à la hausse.
L'évolution du nombre d'habitants est connue à travers les recensements de la population effectués dans la commune depuis 1793. Pour les communes de moins de 10 000 habitants, une enquête de recensement portant sur toute la population est réalisée tous les cinq ans, les populations de référence des années intermédiaires étant quant à elles estimées par interpolation ou extrapolation. Pour la commune, le premier recensement exhaustif entrant dans le cadre du nouveau dispositif a été réalisé en 2004.

En 2022, la commune comptait 286 habitants, en évolution de +5,93 % par rapport à 2016 (Marne : −1,19 %, France hors Mayotte : +2,11 %).
| 1793 | 1800 | 1806 | 1821 | 1831 | 1836 | 1841 | 1846 | 1851 |
| ---- | ---- | ---- | ---- | ---- | ---- | ---- | ---- | ---- |
| 538  | 571  | 560  | 557  | 575  | 571  | 596  | 580  | 592  |

| 1856 | 1861 | 1866 | 1872 | 1876 | 1881 | 1886 | 1891 | 1896 |
| ---- | ---- | ---- | ---- | ---- | ---- | ---- | ---- | ---- |
| 602  | 570  | 601  | 593  | 558  | 530  | 526  | 512  | 472  |

| 1901 | 1906 | 1911 | 1921 | 1926 | 1931 | 1936 | 1946 | 1954 |
| ---- | ---- | ---- | ---- | ---- | ---- | ---- | ---- | ---- |
| 448  | 425  | 427  | 345  | 347  | 316  | 320  | 339  | 299  |

| 1962 | 1968 | 1975 | 1982 | 1990 | 1999 | 2004 | 2006 | 2009 |
| ---- | ---- | ---- | ---- | ---- | ---- | ---- | ---- | ---- |
| 289  | 273  | 174  | 215  | 227  | 234  | 254  | 256  | 261  |

| 2014 | 2019 | 2022 | - | - | - | - | - | - |
| ---- | ---- | ---- | - | - | - | - | - | - |
| 263  | 274  | 286  | - | - | - | - | - | - |

#### Pyramide des âges
La population de la commune est relativement âgée.
En 2018, le taux de personnes d'un âge inférieur à 30 ans s'élève à 21,1 %, soit en dessous de la moyenne départementale (36,9 %). À l'inverse, le taux de personnes d'âge supérieur à 60 ans est de 48,2 % la même année, alors qu'il est de 25,3 % au niveau départemental.
En 2018, la commune comptait 147 hommes pour 126 femmes, soit un taux de 53,85 % d'hommes, largement supérieur au taux départemental (48,4 %).
Les pyramides des âges de la commune et du département s'établissent comme suit.
| Hommes | Classe d’âge | Femmes |
| ------ | ------------ | ------ |
| 0,0    | 90 ou +      | 0,8    |
| 9,5    | 75-89 ans    | 10,3   |
| 38,5   | 60-74 ans    | 37,3   |
| 16,2   | 45-59 ans    | 15,9   |
| 12,2   | 30-44 ans    | 17,5   |
| 7,4    | 15-29 ans    | 8,7    |
| 16,2   | 0-14 ans     | 9,5    |

| Hommes | Classe d’âge | Femmes |
| ------ | ------------ | ------ |
| 0,6    | 90 ou +      | 1,8    |
| 6,5    | 75-89 ans    | 9,2    |
| 16,5   | 60-74 ans    | 17,8   |
| 19,7   | 45-59 ans    | 19,1   |
| 18,6   | 30-44 ans    | 17,5   |
| 19,9   | 15-29 ans    | 18,2   |
| 18,2   | 0-14 ans     | 16,6   |

## Économie
- Le casino JOA de la ville[47].

## Culture locale et patrimoine

### Lieux et monuments

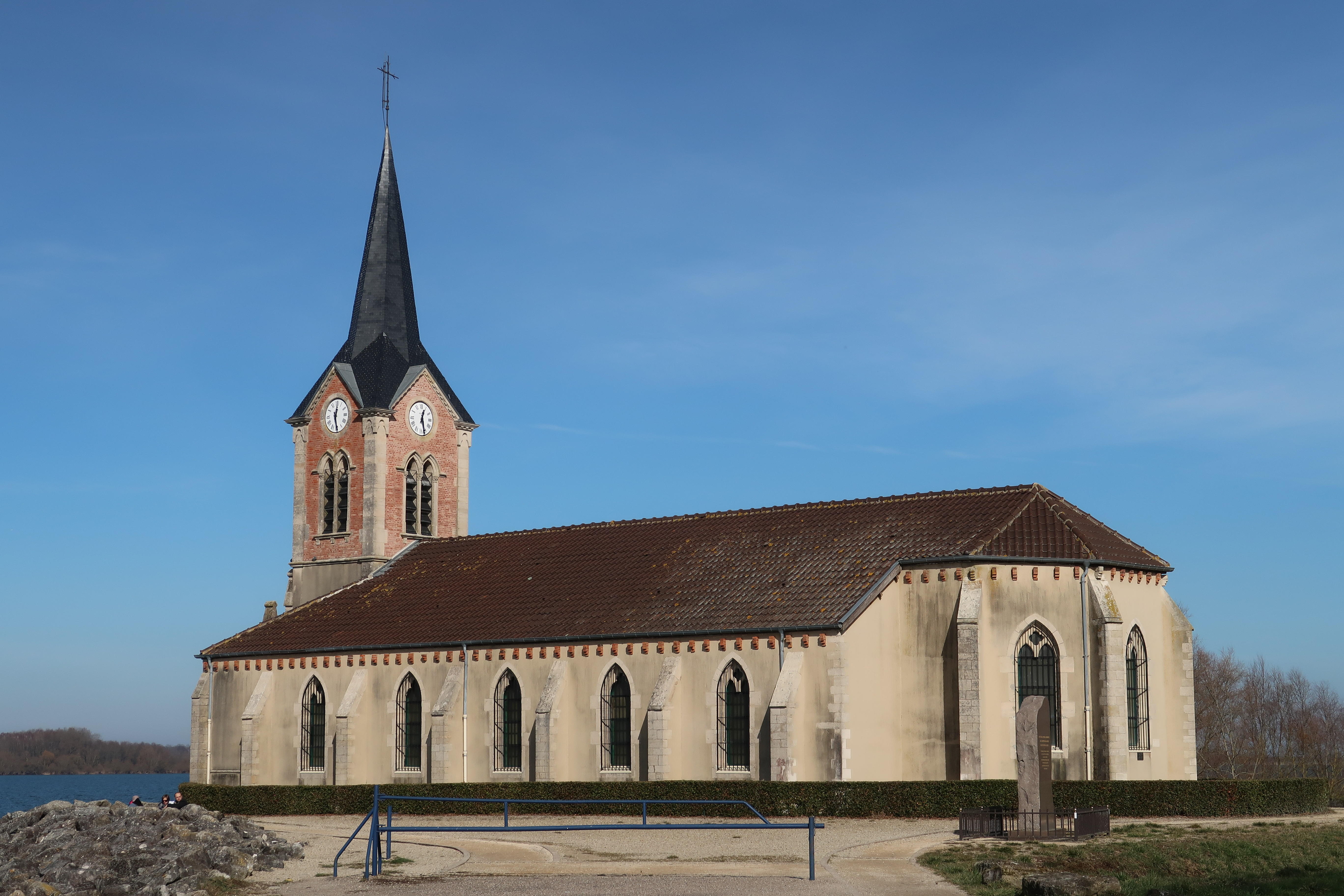
Église de Champaubert.

- Église Saint-Laurent, ancienne église paroissiale de Champaubert-aux-Bois.
- Château d'eau panoramique, haut de 20 mètres il offre une vue panoramique sur le lac et son arrière-pays.

### Personnalités liées à la commune
- Étienne Nicolas Lefol (1764-1840), général des armées de la République et de l'Empire, dont le nom figure sur l'Arc de Triomphe y est né.